# Linia kolejowa Stara Dąbrowa – Drawsko Pomorskie Wąskotorowe
Linia kolejowa Stara Dąbrowa – Drawsko Pomorskie Wąskotorowe – rozebrana linia kolejowa wąskotorowa łącząca Starą Dąbrowę z Drawskiem Pomorskim. Linia na całej swojej długości miała rozstaw 1000 mm. Była otwierana etapami. 14 stycznia 1895 roku otworzono pierwszy odcinek ze Starej Dąbrowy do Ińska. Pomiędzy rokiem 1895 a 1897 nastąpiło otwarcie odcinka z Ińska do Ziemska. 1 października 1897 roku linię wydłużono do Jankowa Pomorskiego Wąskotorowego. 15 listopada otwarto ostatni odcinek linii do Drawska Pomorskiego Wąskotorowego. Zamknięcie dla ruchu pasażerskiego i towarowego na odcinku Ińsko – Drawsko Pomorskie Wąskotorowe nastąpiło w 1956 roku, natomiast rozebranie linii nastąpiło po 1957 roku przy okazji rozbudowy poligonu drawskiego. 1 czerwca 1996 roku nastąpiło zamknięcie odcinka Stara Dąbrowa – Ińsko, co spowodowało zaprzestanie przewozów pasażerskich i towarowych na całej długości linii. Obecnie odcinek Stara Dąbrowa – Ińsko jest nieprzejezdny z powodu zarośnięcia torów roślinnością oraz częściowego sprywatyzowania toru.